# Strahil Popov
Strahil Venkov Popov (en bulgare : Страхил Венков Попов) est un footballeur international bulgare né le 31 août 1990 à Blagoevgrad. Évoluant au poste d'arrière droit à Ümraniyespor.

## Biographie

### En équipe nationale
Il reçoit sa première sélection en équipe de Bulgarie le 23 mai 2014, en amical contre le Canada (match nul 1-1 à Ritzing).
Par la suite, le 10 octobre 2015, il joue un match contre la Croatie rentrant dans le cadre des éliminatoires de l'Euro 2016 (défaite 3-0 à Zagreb).

## Palmarès

### En club
Avec le Litex Lovetch
- Champion de Bulgarie en 2011

### Distinction personnelle
- Meilleur défenseur bulgare en 2015[2]

## Statistiques
Le tableau ci-dessous récapitule les statistiques de Strahil Popov lors de sa carrière en club :
| Saison                | Club                    | Championnat           | Championnat | Championnat | Coupe(s) nationale(s) | Coupe(s) nationale(s) | Compétition(s) continentale(s) | Compétition(s) continentale(s) | Compétition(s) continentale(s) | Autres compétitions | Autres compétitions | Autres compétitions | Total | Total |
| Saison                | Club                    | Division              | M.          | B.          | M.                    | B.                    | Comp.                          | M.                             | B.                             | Comp.               | M.                  | B.                  | M.    | B.    |
| 2008-2009             | Litex Lovetch           | 1                     | 3           | 0           | 1                     | 0                     | -                              | -                              | -                              | -                   | -                   | -                   | 4     | 0     |
| 2009-2010             | Lokomotiv Mezdra (prêt) | 1                     | 14          | 0           | 1                     | 1                     | -                              | -                              | -                              | -                   | -                   | -                   | 15    | 1     |
| 2009-2010             | PFC Montana (prêt)      | 1                     | 2           | 0           | -                     | -                     | -                              | -                              | -                              | -                   | -                   | -                   | 2     | 0     |
| 2010-2011             | Litex Lovetch           | 1                     | 3           | 0           | -                     | -                     | -                              | -                              | -                              | -                   | -                   | -                   | 3     | 0     |
| 2011-2012             | Litex Lovetch           | 1                     | 18          | 0           | 3                     | 0                     | -                              | -                              | -                              | SC                  | 1                   | 0                   | 22    | 0     |
| 2012-2013             | Litex Lovetch           | 1                     | 27          | 0           | 4                     | 0                     | -                              | -                              | -                              | -                   | -                   | -                   | 31    | 0     |
| 2013-2014             | Litex Lovetch           | 1                     | 37          | 2           | 3                     | 0                     | -                              | -                              | -                              | -                   | -                   | -                   | 40    | 2     |
| 2014-2015             | Litex Lovetch           | 1                     | 31          | 3           | 4                     | 0                     | C3                             | 4                              | 0                              | -                   | -                   | -                   | 39    | 3     |
| 2015-2016             | Litex Lovetch           | 1                     | 19          | 1           | 2                     | 0                     | C3                             | 2                              | 0                              | -                   | -                   | -                   | 23    | 1     |
| 2015-2016             | Kasımpaşa SK            | 1                     | 13          | 0           | -                     | -                     | -                              | -                              | -                              | -                   | -                   | -                   | 13    | 0     |
| 2016-2017             | Kasımpaşa SK            | 1                     | 33          | 0           | 7                     | 1                     | -                              | -                              | -                              | -                   | -                   | -                   | 40    | 1     |
| 2017-2018             | Kasımpaşa SK            | 1                     | 7           | 0           | -                     | -                     | -                              | -                              | -                              | -                   | -                   | -                   | 7     | 0     |
| Total sur la carrière | Total sur la carrière   | Total sur la carrière | 207         | 6           | 25                    | 2                     | -                              | 6                              | 0                              | -                   | 1                   | 0                   | 239   | 8     |